# Cadzand
Cadzand es una localidad perteneciente al término municipal de Esclusa, en la provincia de Zelanda (Países Bajos). Está situada a 8 km de Oostburg. En 2010 contaba con 790 habitantes.
Constituía un municipio separado hasta el 1 de abril de 1970, cuando fue absorbido por Oostburg. En 2003 pasó a formar parte del municipio de Esclusa.